# パリゴルスカイト
パリゴルスカイト（英語: Palygorskite）は、マグネシウムとアルミニウムを含むフィロケイ酸塩鉱物で、化学式は(Mg,Al)
2Si
4O
10(OH) ·  4(H
2O)である。
その特徴的な繊維状またはラース状の形態から、「マウンテンレザー」とも呼ばれる。主に乾燥した地域の湖や塩性堆積物、砂漠の土壌、石灰質の物質に見られる。

## 結晶構造
パリゴルスカイトの結晶構造は、シリコン酸素シートが連続的に配列し、ラース状の特徴を形成する。この構造は、層状ケイ酸塩鉱物のファミリーに分類される。

## 用途
パリゴルスカイトは、その吸着特性から、キャリア、充填剤、澄明剤、潤滑油の再生など、さまざまな商業用途に利用されている。

## 歴史と文化的意義
パリゴルスカイトは、古代マヤ文明の「マヤブルー」と呼ばれる顔料の主要な成分であり、セラミック、彫刻、壁画、そしておそらくマヤの織物にも使用されていた。
また、特定の病気の治療薬としても使用されていた証拠があり、陶器のテンパリング材としても添加されていた可能性がある。

## 産地
パリゴルスカイトの主要な鉱床は、ロシアのウラル地方のパリゴルスカヤ川流域で初めて発見された記録がある。
アメリカ合衆国のジョージア州アタプルガスでも豊富に産出され、アタプルガイト（attapulgite）という名前の由来となっている。